# Pottia crinita
Pottia crinita là một loài Rêu trong họ Pottiaceae. Loài này được Wilson ex Bruch & Schimp. miêu tả khoa học đầu tiên năm 1843.